# ジャルディン・ズロジコ駅
ジャルディン・ズロジコ駅（Estação Jardim Zoológico）はポルトガルのリスボンサン・ドミンゴス・デ・ベンフィカ地区にある、リスボンメトロ（リスボン地下鉄）青線の地下鉄駅。

## 沿革
この駅は1959年12月29日にリスボンメトロが開業した時に設けられた最初の11駅のうちのひとつであり、開設時はセッテ・リオス駅と呼ばれていた。
1995年7月25日、建築家ベノリエル・デ・カルヴァーリョと画家ジュリオ・レゼンデのデザイン監修による駅の全面改築が完了した。この工事によりプラットホームの拡張とセッテ・リオス駅に接続する連絡通路が設けられた。

## 駅構造
相対式ホーム2面2線を有する地下駅。駅の出入口は7ヶ所ある。

## 駅周辺
駅の北側には1884年開設のリスボン動物園が、西側には1000ha（10平方km）近くの広さを誇るモンサント森林公園が広がっている。
- ポルトガル鉄道 セッテ・リオス駅
- セッテ・リオス 長距離バスターミナル（Estação rodoviária de Sete Rios）
- リスボン日本語補習授業校
- リスボン動物園（ポルトガル語版）
- モンサント森林公園（英語版）
- 在ポルトガルアメリカ大使館

## 隣の駅
リスボンメトロ
 青線
ラランジェイラス駅 - ジャルディン・ズロジコ駅 - プラサ・デ・エスパーニャ駅